# Laurent Mauvignier
Laurent Mauvignier (Tours, 1967) is een Franse schrijver.

## Levensloop
Laurent Mauvignier groeide op in een eenvoudig milieu. Een economisch-administratieve beroepsopleiding brak hij af. In 1984 begon hij met een opleiding aan de École supérieure des beaux-arts de Tours. In 1991 studeerde hij af als beeldend kunstenaar. Hij schreef zich daarna in bij de faculteit der letteren, maar heeft die studie niet afgemaakt.
Op 8-jarige leeftijd werd hij opgenomen in het ziekenhuis. Hij las daar het boek Un bon petit diable, in het Nederlands vertaald als Een goede kleine duivel (1865), van Comtesse de Ségur. Dat kinderboek maakte grote indruk op hem. Hij begon te schrijven om kunnen ontsnappen aan de werkelijkheid.
Vanaf 1997 wijdde hij zich volledig aan het schrijven. Zijn eerste roman werd in 1999 gepubliceerd door uitgeverij Les Éditions de Minuit. In 2008 verbleef hij een jaar in Villa Medici bij Rome, waar de Académie de France à Rome is gevestigd. Hij woont anno 2015 in Toulouse.

## Werk
Laurent Mauvignier heeft een aantal romans geschreven en enkele stukken voor toneel.
Op de website van de auteur wordt zijn werk als volgt beschreven: Zijn romans proberen de werkelijkheid te omschrijven, maar botsen op het onuitsprekelijke, op de grenzen van wat men kan zeggen. Een taal die probeert om woorden te vinden voor afwezigheid en rouw, liefde of gemis, als een poging te willen behouden wat ons door de vingers glipt bij het vervliegen der jaren.
Er zijn twee romans van Laurent Mauvignier in het Nederlands vertaald. In 2008 verscheen In de menigte, een roman over het Heizeldrama. De finale van de Europacup I op 29 mei 1985 in het Heizelstadion in Brussel loopt uit op een drama.
In 2013 verscheen Over mannen, een indringende roman over een paar gewone Franse mannen die naar Frans Algerije werden gestuurd en die, veertig jaar later, nog altijd de herinneringen aan de gruwelijkheden van de Algerijnse Oorlog niet kunnen vergeten.

## Romans en toneelstukken
- 1999 - Loin d'eux
- 2000 - Apprendre à finir
- 2002 - Ceux d'à côté
- 2002 - Plus sale (novelle)
- 2004 - Seuls
- 2005 - Le Lien (dialoog)
- 2006 - Dans la foule. Nederlandse vertaling: In de menigte. Vertaald door Manik Sarkar. Uitgeverij De Geus, Breda 2008
- 2009 - Des hommes. Nederlandse vertaling: Over mannen. Vertaald door Manik Sarkar en Pauline Sarkar. Uitgeverij De Geus, Breda 2013
- 2010 - Un jour dans la vie
- 2011 - Ce que j'appelle oubli
- 2012 - Tout mon amour (toneel)
- 2014 - Autour du monde
- 2015 - Retour à Berratham (toneel)
- 2016 - Continuer
- 2020 - Histoires de la nuit

## Verfilmd werk
- Continuer werd in 2018 onder dezelfde titel verfilmd door de Belgische filmregisseur Joachim Lafosse.
- Des hommes werd in 2020 onder dezelfde titel verfilmd door de Belgische filmregisseur Lucas Belvaux.